# ألين ماكنزي
ألين ماكنزي (بالإنجليزية: Allen McKenzie)‏ هو موسيقي أمريكي، ولد في 1960 في كولومبوس في الولايات المتحدة.

## وصلات خارجية
- ألين ماكنزي على موقع ميوزك برينز (الإنجليزية)